# ظفر (ميسان)
قرية ظفر، هي إحدى القرى التابعة لمحافظة ميسان التابعة لمنطقة مكة المكرمة.
تبعد تقريباً 120 كلم جنوب مدينة الطائف، ويتراوح عدد سكانها قرابه (1000) نسمة، منهم من يقيم فيها ومنهم من يقيم في بعض المدن، ويزورها بين الحين والاخر، وينحدر نسب سكان أهل القرية إلى قبيلة «الحارثي».
وهي ذات طابع جبلي، ومناخها معتدل صيفا، بارد شتاء، وهي منطقة ريفية زراعية، وذات أرض خصبة يزرع فيها العديد من الخضروات والفواكه.